# Germain Lefebvre (Sänger, 1924)
Germain Lefebvre (* 10. Januar 1924 in Montreal; † 3. Dezember 2008 ebenda) war ein kanadischer Sänger (Bass), Chorleiter und Musikpädagoge.

## Leben
Der Sohn des gleichnamigen Bassisten Germain Lefebvre studierte von 1936 bis 1942 gregorianischen Gesang bei Clément Morin und war dann bis 1944 Schüler von Salvator Issaurel und weitere zehn Jahre von Pauline Donalda. Nach dem Tod seines Vaters 1946 folgte er diesem als Chorleiter der St-Jean-Baptiste Church nach und wirkte von 1967 bis 1977 in gleicher Funktion an der Kirche St-Sylvain de Laval.
Von 1960 bis 1972 unterrichtete er an der Chomedey-Laval-Schule, danach war er dort bis 1987 pädagogischer Berater. 1968 gründete er den Choeur de Laval, mit dem er 1979 Théodore Dubois’ Sept Paroles du Christ aufnahm. Als Sänger trat er im Rundfunk und Fernsehen der CBC auf.